# ورنکش
وَرَنکِش، روستایی در دهستان بروانان شرقی بخش صومعه شهرستان ترکمانچای در استان آذربایجان شرقی ایران است.

## جمعیت
بر پایه سرشماری عمومی نفوس و مسکن در سال ۱۳۹۵، جمعیت این روستا برابر با ۹۱۶ نفر (۳۵۶ خانوار) بوده است.